# Beira (Mozambique)
Beira es una ciudad y puerto marítimo en Mozambique, capital de la provincia de Sofala. Con  más de 530.000 habitantes (año 2020), es la segunda ciudad más poblada del país tras la capital, Maputo.

## Geografía
Se localiza en la costa del canal de Mozambique, en la desembocadura del río Pungwe, en la zona centro-este del país. La ciudad se encuentra a 725 km al norte de Maputo.
Se comunica por ferrocarril con los países vecinos y sirve de puerto a Malaui, Zambia, Zimbabue y a la zona central de Mozambique. Sus exportaciones principales son azúcar, tabaco, maíz, algodón, pita, cromo, mineral de cobre, carbón y plomo. Las principales industrias son la de confección de algodón, la industria alimentaria, de reparación de barcos y el turismo.
Ahora es una ciudad moderna, con un clima cálido-húmedo, y se encuentra en riesgo de ser víctima de la malaria.

## Historia

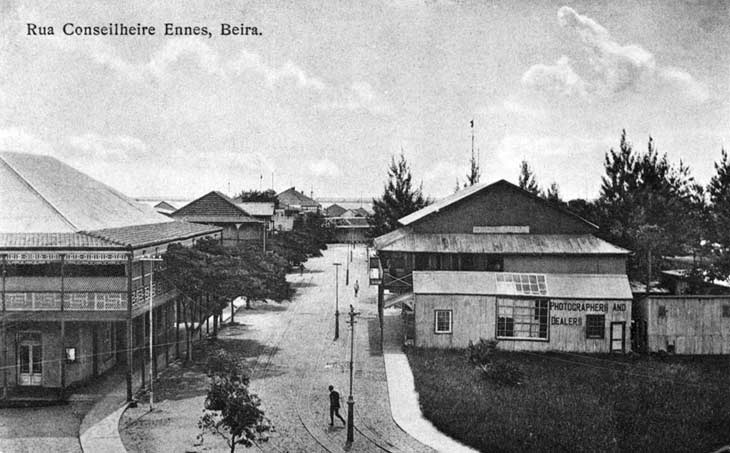
Beira - Calle Conselheiro Enes - 1905

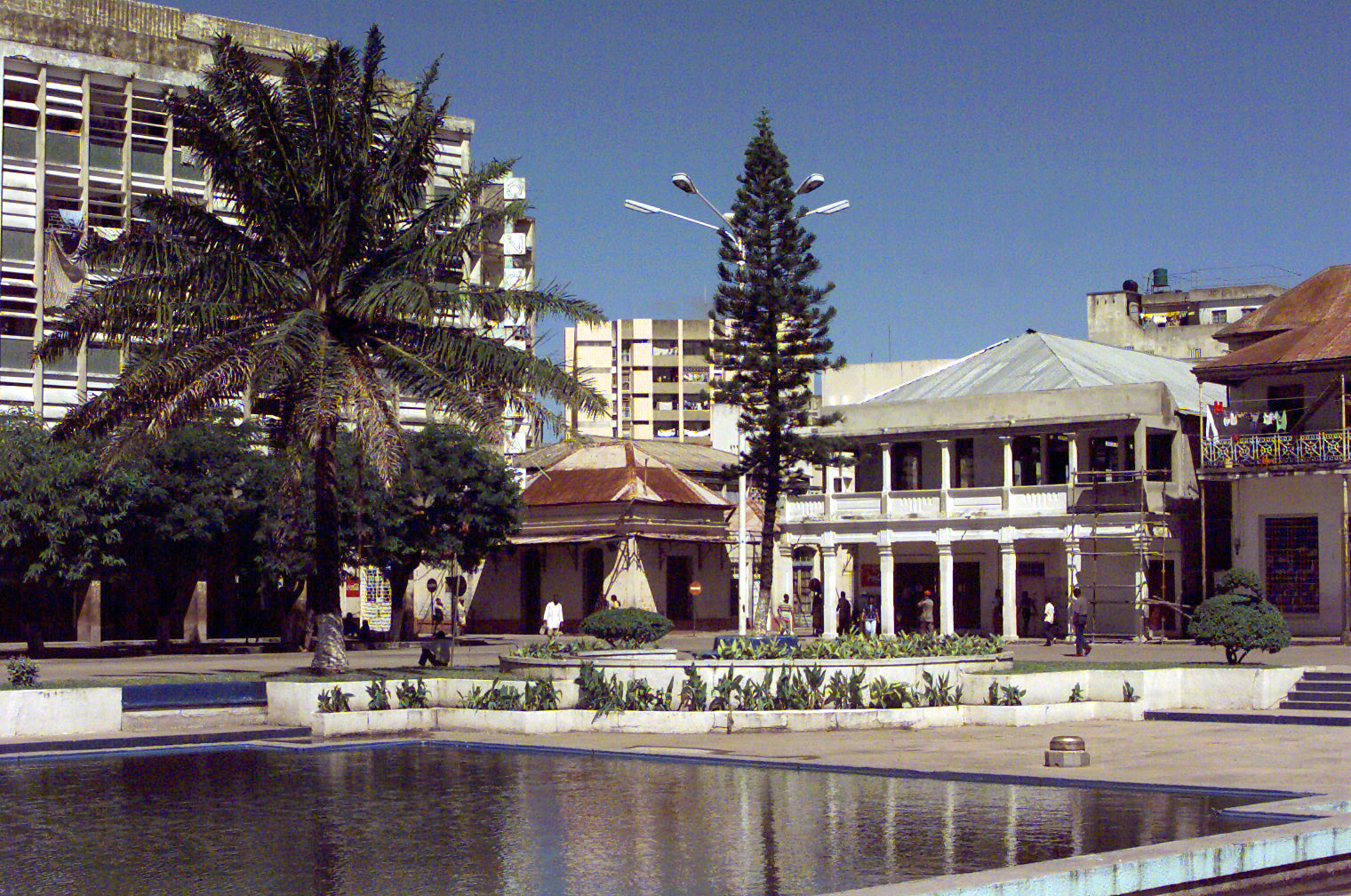
Beira en 2000

Fundada en 1887, en un área conocida como Aruanga, e inicialmente tenía el nombre de Chiveve, en  1900 se construye la línea ferroviaria hacia Harare. Antes de 1942, fecha en que la provincia de Manica y Sofala se incorpora a Mozambique, Beira era la capital del territorio de la Compañía de Mozambique, creada por los portugueses. 
El 20 de agosto de 1920, Beira toma el estatuto de ciudad.
En la medianoche del 15 de marzo de 2019 la ciudad sufrió el embate del ciclón tropical Idai, el cual tocó tierra como un ciclón categoría 2 con vientos de hasta 175 km/h destruyendo cerca del 90% de la infraestructura de la ciudad y matando a más de 1000 personas

## Cultura
La ciudad alberga la Universidad Católica de Mozambique, institución privada. El edificio deja de ser templo y comienza a ser universidad en 1996.

## Turismo
Las principales atracciones turísticas son la playa Macuti, el faro, la catedral y la Universidad Católica. La ciudad cuenta con un aeropuerto. El único hotel en la ciudad es el "Tivoli", con cuartos pequeños, pero limpios; está localizado en el centro de la ciudad.

## Política
La aparición del partido Movimiento Democrático de Mozambique (MDM), fundado por Daviz Simango, alcalde de Beira, ha interrumpido el dualismo establecido entre el FRELIMO y la RENAMO.

## Archidiócesis
La arquidiócesis de Beira (en latín  Archidioecesis Beirensis), es una sede metropolitana católica de rito latino, con sede en esta ciudad y creada el 4 de junio de 1984. 

## Ciudades hermanadas
- Ámsterdam, Países Bajos
- Bristol, Reino Unido
- Coímbra, Portugal
- Oporto, Portugal
- Padua, Italia

## Nacidos en Beira
- Reinildo Mandava
- Mia Couto
- Pedro Boese
- Carlos Cardoso
- Artur Carlos Teixeira Garrido
- Tasha de Vasconcelos